# Sayn-Wittgenstein-Sayn-Altenkirchen
Sayn-Wittgenstein-Sayn-Altenkirchen (de vegades abreujat a "Sayn-Altenkirchen") fou un comtat del Sacre Imperi Romanogermànic a Renània-Palatinat, prop del riu Sieg.

## Història
Quan el comte Guillem III de Sayn-Wittgenstein-Sayn va morir el 1623 sense hereus clars l'arquebisbat de Colònia va ocupar el territori fins que la successió fou arranjada,. Això no es va produir fins a la pau de Westfàlia del 1648 que va posar fi a la Guerra dels Trenta Anys, quan el territori fou cedit a les princeses Ernestina i Joaneta, dues germanes que eren netes del comte Guillem sota regència de la seva mare Lluïsa Juliana. Les dues germanes es van repartir poc després el territori i la part d'Ernestina fou anomenada Sayn-Wittgenstein-Hachenburg, mentre la part de Joaneta es va dir Sayn-Wittgenstein-Sayn-Altenkirchen (o abreujat Sayn-Altenkirchen). La seva mare va restar com a regent als dos països fins al 1652, quan les dues princeses foren declarades majors d'edat en els seus respectius territoris.
Sayn-Wittgenstein-Sayn-Altenkirchen fou heretat a la mort de Joaneta pel duc Guillem de Saxònia-Eisenach (fill de Joaneta) i després per Guillem Enric de Saxònia-Eisenach (el net) que va morir sense fills i Sayn-Altenkirchen fou heretat per Carles, narcgravi de Brandenburg-Ansbach, besnet de Joaneta. El 1803 fou mediatitzat dins de Nassau-Weilburg.
La reina Carolina, esposa de Jordi II del Regne Unit, fou cohereva del comtat però mai el va heretar efectivament i el seu net Jordi III va rebre una compensació.

## Comtes de Sayn-Wittgenstein-Sayn-Altenkirchen (1648–1803)
- Joaneta 1648–1701
- Lluïsa Juliana, regent 1648–1652
- Guillem 1701-1729
- Guillem Enric, duc de Saxònia-Eisenach 1729–1741
- Carles, marcgravi de Brandenburg-Ansbach 1741–1757
- Cristià Frederic 1757-1803 (+1806)
- Dins de Nassau-Weilburg 1803